# 長和寺
長和寺（ちょうわじ）はかつて河内国八上郡小寺村（現在の堺市美原区小寺、堺市東区八下町あたり）にあったとされる仏教寺院。現在の平松寺がある場所とされている。

## 歴史・概要
平安時代中期の長和年間（1011年 - 1015年）に三条天皇の詔を得て創建された勅願寺で、年号の長和に因んで長和寺と名付けられ、奈良の東大寺や薬師寺等と同類に取り扱われた由緒ある巨刹であった。　　
長和寺は河内国八上郡小寺村字長和寺の5,874坪の地に建てられたものと考えられており、この地は日本最古の国道といわれる竹の内街道の側にある。竹の内街道は難波津から堺、奈良、飛鳥間の重要な政治、経済、外交のルートとして利用され、平安時代から鎌倉時代の要人達が行き来し、長和寺にも参られたものと思われる。
明徳2年（1391年）、山名氏清、山名満幸らが起こした明徳の乱で焼失したと伝えられている。
長和寺は当地の伝承と、江戸時代（前期）の延宝7年（1679年）の「河内国八上郡小寺村検地水帳」に「字長和寺」の字名が計30筆（合計面積1町9反5畝24歩、5,874坪、19,418㎡）書かれていることや、江戸時代（後期）の天保3年（1832年）の小寺村辰年免定に「字長和寺」が記されているから、長和寺は小寺村に存在したものと考えられている。

## 創建地
長和寺が小寺村の何処に在ったのかについて　小寺に「長和寺」の字名が現在残っていないし、延宝の小寺村検地水帳と対照できる絵図も残っていないため確定できないが、現在の美原区小寺の東南部にある平松寺境内に　「長和寺大宝塔　願主実盛　大永四年（1524年）甲申八月吉日」の銘をもつ五輪塔の地輪が残存することや、同寺付近に平安時代後期の瓦が出土する地点があることなどから、現在の平松寺（現堺市美原区小寺）が長和寺の故地である可能性があると考えられている。（「大阪府の地名」、「美原町史」）
しかし小寺村の字名に「字長和寺」と明記された資料、「地券」が見つかったのである。以倉肇家先祖の以倉治三郎所有の農地の地券に、「河内国八上郡小寺村158番地 字長和寺（現：堺市東区八下町3丁55番地）　持主以倉治三郎　明治15年4月27日　堺県　大阪府」と「字長和寺」が明記されている。他の持主の地券にも「小寺村　字長和寺」と書かれたものがある。
これらの土地を昔から以倉家ならびに当地では「長和寺」又はこれを なまって「ちゃわんじ」と呼び、周辺の他の土地の地名を「ちゃわんじ」と呼び、現在も呼ばれている農地がある。（小寺村「字長和寺」が書かれた地券）（閉鎖登記簿謄本）（旧番地　大字小寺158番地が新番地　八下町3丁55番地）
またその南の八下町3丁126番地の現農地が「河内国八上郡小寺村111番地　字門ノ前」 と字名が書かれた地券もある。この土地を「門の前」と呼んでおり、「門の前」は長和寺の門の前だったからと伝え聞いている。従って
1. 小寺村の字地名に「字長和寺」と明記された地券が現存していること、[独自研究?]
2. そこに記載されている「河内国八上郡小寺村158番地 字長和寺」の土地が現堺市東区八下町3丁55番地であること、[独自研究?]
3. その土地の持主が平松寺から遠く（約1km以上）離れた旧小寺村、現八下町3丁の農地の地主であること、[独自研究?]
4. 八下町3丁55番地以外でも地名を「ちゃわんじ」と呼んでいる農地があること、[独自研究?]
5. 昔から当地で当地に長和寺があったと伝承されていること[独自研究?]

等から長和寺は平松寺（現堺市美原区小寺）に創建されたものではなく、現在の堺市東区八下町3丁に創建されたものと考えられる。
しかし「長和寺大宝塔　願主実盛　大永四年　甲申八月吉日」の銘のある五輪塔の地輪が平松寺の境内に残存することから　長和寺焼失133年後の戦国時代、室町時代後期の1524年に供養塔として五輪塔が建てられた。しかし長和寺としてどのような寺塔が建てられたのか、長和寺再建に関する資料は見あたらない。

## 参考、引用資料
- 「大阪府の地名」（平凡社）「美原町史」